# 1551 Argelander
1551 Argelander è un asteroide della fascia principale. Scoperto nel 1938 da Yrjö Väisälä dall'Osservatorio di Iso-Heikkilä, presenta un'orbita caratterizzata da un semiasse maggiore pari a 2,3946729 UA e da un'eccentricità di 0,0663513, inclinata di 3,76368° rispetto all'eclittica.
L'asteroide è dedicato all'astronomo tedesco Friedrich Wilhelm August Argelander, direttore degli osservatori di Turku e di Bonn.